# 23019 Томґреґорі
23019 Томґреґорі (23019 Thomgregory) — астероїд головного поясу, відкритий 3 листопада 1999 року.
Тіссеранів параметр щодо Юпітера — 3,357.